# Sbatti
#Sbatti  è un singolo del gruppo musicale Il Pagante, pubblicato il 9 giugno 2013 ed estratto dall'album in studio Entro in pass.

## Descrizione
Il 19 maggio 2013 iniziano le riprese di un nuovo singolo, #Sbatti, da parte del trio musicale al Covo di Nord-Est di Santa Margherita Ligure e successivamente a Milano e Novara. Altri luoghi utilizzati per il set sono: il Dolly Noire Store di Milano, SML Club di Santa Margherita e il Liceo Donatelli-Pascal di Milano. Il singolo viene pubblicato il 9 giugno 2013, con relativo video sulla piattaforma YouTube. Il significato letterale del termine è il non preoccuparsi degli altri. L'inserimento nel titolo del brano dell'hashtag nasce dalla tendenza presente in quel tempo sull'inserimento del cancelletto. La canzone viene registrata nei Thirst For Knowledge Studio, prodotta, mixata e masterizzata da Merk & Kremont.
Il testo della canzone narra degli eventi nelle discoteche lombarde e liguri a cui prendono parte i liceali locali. Viene citata anche la politica Mara Carfagna, comparata alla ballerina del cubo delle sale da ballo. Le parole sono tipiche dello slang degli adolescenti.
Il brano diventa un tormentone nell'estate del 2013, diventando una delle clip più cliccate del sito Youtube e successivamente ricordato come una delle hit del gruppo musicale.
Nel 2016 #Sbatti viene inserito nel primo album in studio della band, dal titolo Entro in pass, come traccia numero due e presentato nei live del gruppo.
Dal 2020 il brano, all’interno delle principali piattaforme di streaming, presenta una censura sulla strofa relativa a Mara Carfagna.

## Accoglienza
Secondo Veronica Valli per il sito you-ng.it, il brano è "costituito da un motivetto orecchiabile genere discotecaro, da un testo in puro genere slang giovanile milanese". Mentre, Giancarlo Capriglia del portale 7giorni.info scrive "un testo semplice, simpatico, ripetitivo che mira ad evidenziare la figura del "pagante", il conformista per eccellenza, colui che segue "il gregge"".

## Tracce
1. #Sbatti – 3:05 (Cremona, Tomasi, Panzera, Fedele)

## Formazione

### Gruppo
- Roberta Branchini - voce
- Federica Napoli - voce
- Eddy Veerus - voce

### Produzione
- Merk & Kremont - produzione